# إسماعيل مطر
إسماعيل مطر إبراهيم خميس الجنيبي (7 أبريل 1983-)، لاعب كرة قدم إماراتي معتزل كان يلعب كخط وسط مهاجم أو مهاجم لنادي الوحدة الإماراتي.
حصل على الكرة الذهبية في بطولة العالم للشباب 2003 بعد أن تم اختياره كأفضل لاعب في البطولة على الرغم من أن الإمارات لم تصل إلا إلى الدور ربع النهائي. اشتهر بقيادته لدولة الإمارات العربية المتحدة للفوز بأول لقب لها على الإطلاق والذي أقيم في أبو ظبي عام 2007. وسجل مطر 5 أهداف في 5 مباريات وحصل على لقب أفضل هداف في البطولة.

## حياته الخاصة
له علاقة وثيقة مع لاعب خط وسط المنتخب العماني لكرة القدم ولاعب الاتحاد أحمد حديد لأنهما أبناء عمومة. إسماعيل لديه ٤ أشقاء لعبوا كرة القدم في نادي الوحده هم خميس مطر ، عادل مطر ، خليل مطر و ياسر مطر.
توفي والده في 2 يناير 2009 وكان في كأس الخليج العربي التاسع عشر في عمان، ولم يشارك مع المنتخب الوطني وبدلاً من ذلك غادر إلى الإمارات لحضور جنازة والده.

## روابط خارجية
- إسماعيل مطر على موقع الاتحاد الدولي (مؤرشف)  (الإنجليزية)
- إسماعيل مطر على موقع إي إس بي إن إف سي (الإنجليزية)
- إسماعيل مطر على موقع قاعدة بيانات كرة القدم.إي يو (الإنجليزية)
- إسماعيل مطر على موقع ناشيونال فوتبول تيمز (الإنجليزية)
- إسماعيل مطر على موقع Soccerway.com (الإنجليزية)
- إسماعيل مطر على موقع عالم كرة القدم.نت (الإنجليزية)
- إسماعيل مطر على موقع كووورة
- إسماعيل مطر على موقع أوليمبيديا (الإنجليزية)